# Wies Smals
Wies Smals, född 6 september 1939 i Loon op Zand i Nederländerna, död 20 augusti 1983 i Ascona i Schweiz, var en nederländsk bibliotekarie och gallerist.
Wies Smals växte upp som den sjätte dottern i en läkarfamilj med åtta barn. Hon började arbeta som biblioteksassistent på Stedelijk Museum i Amsterdam. Hon grundade 1968 Gallerie Seriaal i Amsterdam för att sälja mångfaldigad grafisk konst. 
Hon grundade 1974 Kunstcentrum De Appel i Amsterdam, som hon ledde till sin död i en flygolycka 1983.
Wies Smals var sambo med den tyske bildkonstnären Gerhard von Graevenitz (1934–1983), som dog i samma flygolycka som Wies Smals och deras son.

## Film
- Broken Circle, 1998, av Kees Hin